# Euploea leucostictos
Euploea leucostictos is een vlindersoort uit het geslacht Euploea in de familie Nymphalidae, onderfamilie Danainae.
De wetenschappelijke naam van de soort is voor het eerst geldig gepubliceerd in 1790 door Johann Friedrich Gmelin.

## Kenmerken
De spanwijdte bedraagt 6 tot 8,5 cm. De rups is waarschijnlijk niet giftig.

## Verspreiding en leefgebied
Deze vlindersoort komt voor van Myanmar, Thailand en Maleisië tot Nieuw-Guinea, de Salomonseilanden en de Fiji-eilanden.

## De rups en zijn waardplanten
De waardplanten zijn de niet giftige soorten Ficus wassa, Ficus subulata en Ficus robusta uit de familie Moraceae.